# La Fin (roman, Lemony Snicket)
Pour les articles homonymes, voir La Fin.
La Fin (The End) est le treizième et dernier tome de la série Les Désastreuses Aventures des orphelins Baudelaire par Lemony Snicket. Il comporte quatorze chapitres, alors que les douze autres tomes n'en contiennent que treize.

## Chapitre 1
Les Orphelins Baudelaire se sont, à la fin du tome précédent, enfuis dans un bateau avec le comte Olaf, lequel a emporté le lance-harpons et un casque de scaphandrier contenant la fausse golmotte médusoïde Pendant qu'Olaf plastronne et se vante de sa victoire, les orphelins hésitent : faut-il le pousser à la mer ? L'arrivée soudaine d'une violente tempête règle la question.

## Chapitre 2
La tempête les a faits échouer sur une sorte d'île, « une plate-forme littorale » sur laquelle les courants jettent tout un tas d'objets. Une petite fille du nom de Vendredi (allusion à Robinson Crusoé) vient les recueillir. Elle explique qu'il y a toujours un « ramassage d'après-tempête ». Le comte veut devenir le roi de l'île et menace la petite fille du lance-harpon auquel il ne reste plus qu'un harpon, mais Vendredi n'a pas peur et avance des arguments qui obligent le comte à baisser son arme. Les enfants sont invités à suivre Vendredi alors que le comte Olaf est pour la première fois rejeté.

## Chapitre 3
Vendredi propose aux enfants de boire du « cordial », une boisson locale qui ressemble à de l'alcool bien que cela ne soit pas dit explicitement. Elle explique qu'il n'y a pas d'eau douce sur l'île. Vendredi parle des coutumes de l'île : une fois par an, les habitants célèbrent une Fête de la Décision au cours de laquelle n'importe qui peut quitter l'île à bord d'un grand canoé que les habitants construisent le reste de l'année. Mais Vendredi précise qu'elle n'a jamais vu personne partir, le canoé étant alors brûlé pour conclure la fête. Les enfants rencontrent « le facilitateur » (le chef), Ishmael, qui leur pose des questions ; il ne peut pas se déplacer car il a mal aux pieds. Cependant les enfants ne peuvent pas lui raconter « toute l'histoire » car ils admettraient alors leurs crimes aussi et pourraient être rejetés comme le comte Olaf ; ils restent donc vagues. Ishmael leur demande de se séparer de toutes leurs possessions mais ils refusent clandestinement de rendre ce qu'ils ont de plus cher, c'est-à-dire le ruban pour Violette, le calepin pour Klaus et le fouet que vient de donner Vendredi à Prunille en cachette. Cela montre que Vendredi ne tient pas entièrement compte des coutumes de l'île.

## Chapitre 4
Les trois orphelins rencontrent les habitants de l'île (appelés les « insulaires ») qui présentent, à tour de rôle, à Ishmael, les objets arrivés sur la grève. Mais il juge tous les objets sans importance et répète à chaque insulaire la phrase « Je ne vous force pas, mais je crois qu'il serait plus sage de mettre cet objet sur le traîneau ». Les insulaires, cédant tous à la pression des pairs, décident donc d'obéir au conciliateur. Le traîneau est traîné par les moutons qui l'amènent sur le côté de l’île où personne ne doit aller. Ishmael prétend être capable de prévoir la météo par magie mais les orphelins restent sceptiques. Plus tard, Violette demande à la mère de Vendredi s'il y a du wasabi sur l'île. Elle leur répond qu'il n'y a aucune épice sur l'île et que s'il y en avait, elles auraient été jugées sans intérêt par Ishmael. Elle les informe aussi du menu qui ne varie jamais : salade d'algues au déjeuner, ceviche au dîner et soupe à l'oignon au souper. Ishmael met en garde le trio en enjoignant aux Baudelaire de ne pas faire de vagues. Il trinque à leur santé en les appelant « orphelins », alors que les Baudelaire ne leur ont pas encore dit qu'ils avaient perdus leurs parents ce qui intrigue fortement le trio.

## Chapitre 5
Les Baudelaire s'installent dans la routine de l'île, appréciant sa tranquillité même s'ils regrettent des éléments de leurs vies passées. Un jour, en se promenant sur la plage, ils découvrent un radeau fait de livres attachés les uns aux autres, sur lequel dort Kit Snicket. Mais à cet instant survient le comte Olaf, lui-même déguisé en femme enceinte et visiblement décidé à se faire passer pour Kit Snicket...

## Chapitre 6
Pour une fois, le déguisement du comte Olaf ne trompe personne et les insulaires refusent de l'intégrer à leur communauté. Pendant qu'ils vont chercher Ishmael pour avoir son avis, le comte Olaf tente de faire croire à Vendredi qu'il souhaite devenir gentil, en vain. Vendredi révèle qu'elle a trouvé quelque chose : il s'agit de la vipère de la mort-subîte, disparue depuis Le Laboratoire aux serpents. Ishmael revient et fait jeter le comte Olaf en cage, mais celui-ci révèle que les Baudelaire n'ont cessé de désobéir aux coutumes de l'île. Refusant de renoncer à leurs objets ou d'abandonner Kit Snicket, les orphelins sont ostracisés par les insulaires et laissés sur la plage avant le comte Olaf encagé.

## Chapitre 7
Les Baudelaire se demandent ce qu'ils doivent faire : le jour de la grande marée approche et s'ils ne parviennent pas à être acceptés sur l'île d'ici-là, ils vont finir noyés. Le comte Olaf annonce qu'il a un plan et demande aux orphelins de le libérer afin qu'il puisse menacer les insulaires grâce à la fausse golmotte médusoïde et ainsi devenir le roi de l'île. Les Baudelaire refusent, mais Olaf leur indique qu'Ishmael a fait tomber un trognon de pomme, preuve de sa duplicité. Il propose également de leur révéler, en échange de sa liberté, tous les secrets qu'il connaît, notamment sur leurs parents - il semble laisser entendre qu'un de leurs parents a lui aussi été échoué sur cette île auparavant.

## Chapitre 8
Kit Snicket se réveille, blessée et très affaiblie. Plusieurs insulaires apportent aux Baudelaire de quoi manger : chacun, visiblement, désobéit en secret à Ishmael en gardant des objets intéressants. L'île semble soudain déborder de secrets : Kit révèle par exemple qu'elle a récemment pris un café avec Jeudi, le père de Vendredi, que tout le monde croit mort. Les insulaires en ont assez d'Ishmael et préparent une mutinerie : ils demandent le soutien des Baudelaire et l'obtiennent en promettant de s'occuper de Kit en échange. Inquiets par la perspective d'un schisme au sein de la colonie, les Baudelaire se dirigent en pleine nuit vers la face interdite de l'île, pour y trouver des armes afin de permettre le succès de la mutinerie.

## Chapitre 9
Les Baudelaire découvrent, au pied du grand pommier, un immense débarras empli de tous les objets imaginables. Dans l'arbre lui-même, Ishmael s'est aménagé une cache secrète, remplie de livres, d'outils, d'instruments de cuisine. Un grand périscope lui permet d'observer la mer et de prévoir le temps qu'il va faire. Un immense livre contient l'histoire de la colonie. En le feuilletant, les orphelins tombent sur un passage dont l'écriture leur est familière ; Ishmael, survenu sans qu'ils ne s'en rendent compte, leur révèle alors qu'il s'agit de l'écriture de leur mère.

## Chapitre 10
Ishmael multiplie les digressions pour échapper aux questions des Baudelaire, mais finit finalement par avouer que lorsqu'il est arrivé sur l'île, il y a bien des années, les parents Baudelaire en étaient les facilitateurs. Ils avaient créé une grande bibliothèque et un centre d'observatoire marin. Mais cela avait provoqué des tensions au sein de l'île et une mutinerie éclata, qui aboutit au bannissement de l'île des parents Baudelaire. Ishmael demande aux enfants Baudelaire de renoncer à leurs passions, à leur volonté de comprendre, et de simplement vivre sur l'île en en respectant les coutumes. Pour les convaincre, il leur montre une bague, jadis donnée par la duchesse de Winnipeg au frère de Kit Snicket (Lemony Snicket lui-même), qui la donna à la mère des Baudelaire pour la demander en mariage. Celle-ci ayant refusé, la bague finit, après de nombreuses péripéties, par se retrouver dans la maison des Baudelaire, et de là sur l'île. Ishmael utilise cet objet pour prouver aux orphelins que leurs parents ne leur avaient jamais parlé de V.D.C. : ils ne souhaitaient pas qu'ils en découvrent les secrets. Les Baudelaire semblent être convaincus et acceptent d'accompagner Ishmael. En sortant de la cache secrète, ils lisent le titre du livre qui contient l'histoire de l'île : Une série de désastreuses aventures (mise en abyme, puisqu'il s'agit en réalité du titre original des romans).

## Chapitre 11
Quand ils arrivent sur la rive habitée de l'île, les Baudelaire et Ishmael voient tous les insulaires se disputer et se battre : certains veulent se débarrasser d'Ishmael, d'autres non. Sur ce survient le comte Olaf, libéré de sa cage. Il se dispute avec Ishmael, révélant qu'il est un ancien membre de V.D.C. mais qu'il a renoncé à la violence après le schisme ; Ishmael menace Olaf, l'accusant d'avoir mis le feu à sa maison. Le ton monte, Ishmael s'empare du lance-harpon et tire sur Olaf, transperçant le casque de scaphandrier et relâchant les spores de la fausse golmotte médusoïde.

## Chapitre 12
Les Baudelaire tentent de prévenir les insulaires du danger, mais ceux-ci refusent d'écouter. Les enfants se précipitent alors vers la cachette d'Ishmael en espérant y trouver du raifort, seul antidote au mortel champignon. Ils sont bredouilles, mais ne renoncent pas : ils se plongent dans la lecture de l'histoire de la colonie en espérant y trouver un indice. Leurs parents indiquent disposer de grandes quantités de raifort et l'avoir introduit dans l'arbre. Les Baudelaire comprennent alors qu'il leur suffit de consommer les fameuses pommes amères pour être guéris ; mais ils sont trop épuisés pour grimper à l'arbre et s'écroulent dans les bras les uns des autres, pensant mourir. Heureusement, la vipère de la mort subite leur apporte une pomme (allusion biblique évidente, d'ailleurs renforcée par Prunille qui déclare dans son jargon « Eden. Gen, troi, cink », référence à la Genèse, chapitre 3 verset 5).

## Chapitre 13
Immédiatement guéris, les Baudelaire ramassent plusieurs pommes et foncent pour sauver les insulaires. Mais ceux-ci refusent à nouveau de les écouter : ils ont embarqué à bord du canoé et profitent de la grande marée pour quitter l'île, espérant trouver un lieu sûr ailleurs. Les Baudelaire sont persuadés qu'ils sont condamnés. L'auteur indique cependant que la vipère mort-sûre a discrètement rejoint le canoé en leur apportant une pomme, et que les insulaires ont donc pu, peut-être, survivre. Entre-temps, Kit Snicket a commencé à accoucher. Elle explique qu'elle a réussi à retrouver le capitaine Virlevent et les Beauxdraps, mais qu'ils ont tous été capturés par le mystérieux sous-marin en forme de point d'interrogation croisé dans La Grotte gorgone. Les orphelins avouent quant à eux qu'ils ont joué un rôle dans la mort de Dewey Dénouement, le mari de Kit et père de son enfant à naître. Celle-ci perd la volonté de vivre. Elle est de plus contaminée par le champignon mais ne peut pas consommer de pommes, car celles-ci sont toxiques pour les enfants lorsqu'ils ne sont pas encore nés.
Les Baudelaire cherchent de l'aide et tombent alors, une dernière fois, sur le comte Olaf. Lui aussi est contaminé par le champignon, gravement blessé par le harpon, et a perdu la volonté de vivre. Les Baudelaire lui demandent de faire quelque chose de bien et de les aider. Olaf révèle alors qu'il n'est pas responsable de l'incendie qui a coûté la mort aux parents Baudelaire, contrairement à ce que les trois enfants pensent depuis le premier tome de la série. Lorsqu'il apprend que la personne à aider est Kit, il mange une pomme et aide Kit à descendre de son radeau de livres pour la mener en lieu sûr, avant de l'embrasser en disant qu'il avait juré de faire ça une dernière fois. Kit récite un poème, Olaf aussi, et meurt sur ces mots.
Les orphelins Baudelaire aident Kit à mettre au monde une petite fille. Kit meurt après l'accouchement. Les Baudelaire donnent le nom de leur mère au bébé, et décident de l'élever en restant sur l'île. Le chapitre s'achève, significativement, sur le mot « espérer ».
Comme à la fin de tous les tomes précédents, Lemony Snicket interpelle son éditeur. Cette fois, la note dit : « Cher éditeur, la fin de La Fin se trouve tout à la fin de La Fin ».

## Chapitre 14
Ce chapitre 14 se présente également comme un livre à part entière, avec une page de garde, une dédicace, une image d'ouverture. Il s'agit donc à la fois du chapitre 14 du tome 13 et d'un tome 14 qui conclut la série.
Un an a passé sur l'île. Les Baudelaire ont lu toute l'histoire de la colonie et la fille de Kit Snicket a bien grandi. Les orphelins décident de quitter l'île et de regagner le vrai monde, même si cela revient à en retrouver les dangers. Ils réparent le bateau à bord duquel ils sont arrivés sur l'île. Lemony Snicket indique qu'on ne sait pas ce que sont devenus les enfants : certains disent qu'ils sont morts en mer, d'autres qu'ils ont rejoint les V.D.C. et s'occupent de « nobles missions ». La fille de Kit prononce son premier mot en lisant le nom du bateau (donné jadis par le père des Baudelaire), qui est également son propre nom et donc le nom de la mère des Baudelaire : Beatrice.
La série s'achève ainsi sur le même mot par lequel elle avait commencé (dans la toute première dédicace du premier livre), refermant la boucle tout en laissant la porte ouverte pour la suite des aventures des Baudelaire.

## Divers
À noter que les noms des habitants de l'île renvoient à des références littéraires liées aux naufrages et aux îles. On croise ainsi une Vendredi et un Robinson (Robinson Crusoé) ; un Alonso, une Mrs Ariel et une Mrs Caliban (La Tempête) , une Mrs Calypso (Odyssée) ; une Mrs Erewhon (Erewhon) ; un Mr Omeros (Omeros). Plusieurs portent des noms tirés du roman Les Révoltés de la Bounty : un Mr Nordoff, Byam, le professeur Fletcher, Bligh.  D'autres portent le nom d'îles, comme Sherman ou Pitcairn (où finissent les mutinés de la Bounty).

## Adaptation
En 2019, la série télévisée Les Désastreuses Aventures des Orphelins Baudelaire adapte le roman dans le dernier épisode de la troisième saison. C'est également le dernier épisode de la série, la production souhaitant rester fidèle à la série littéraire.